# Cheloctonus crassimanus
Espèce
Synonymes
- Opisthacanthus crassimanus Pocock, 1896

Cheloctonus crassimanus est une espèce de scorpions de la famille des Hormuridae.

## Distribution
Cette espèce se rencontre en Afrique du Sud et au Lesotho.

## Description
Le mâle holotype mesure 48 mm.

## Liste des sous-espèces
Selon The Scorpion Files (16/06/2020) :
- Cheloctonus crassimanus crassimanus (Pocock, 1896)
- Cheloctonus crassimanus depressus Hewitt, 1918

## Publications originales
- Pocock, 1896 : Notes on some Ethiopian species of Ischnurinae contained in the collection of the British Museum. Annals and Magazine of Natural History, sér. 6, vol. 17, p. 312-318 (texte intégral).
- Hewitt, 1918 : A survey of the scorpion fauna of South Africa. Transactions of the Royal Society of South Africa, vol. 6, no 2, p. 89-192.